# Franck Moussima
Franck Martial Ewane Moussima est un judoka camerounais né le 23 février 1984. Il a notamment remporté deux fois les Jeux africains et été porte-drapeau du Cameroun aux Jeux de Pékin, en 2008.

## Carrière
Il dispute, et remporte, son premier tournoi international à Yaoundé en 2002. En 2004, il décroche une médaille de bronze aux championnats d'Afrique de judo. Il participe quelques mois plus tard à ses premiers jeux olympiques, à Athènes. Il est battu au premier tour par le futur vice-champion olympique Jang Sung-ho. En repêchages, il bat l'Américain Rhadi Ferguson avant de s'incliner contre l'Israélien Ariel Zeevi, futur médaillé de bronze.
Il remporte ses premiers jeux africains à Alger en juillet 2007 en battant le Sénégalais Bara Ndiaye en finale. Étudiant en génie civil, il participe aux Universiades 2007 à Bangkok. Il y obtient la médaille d'argent, après avoir perdu face au Japonais Takamasa Anai en finale. En septembre, il termine 9e des championnats du monde.
En 2008, il obtient une nouvelle médaille de bronze aux championnats d'Afrique, avant d'être désigné porte-drapeau de la délégation camerounaise aux Jeux de Pékin. Il bat le Mexicain Arturo Martínez mais est éliminé par le Hongrois Dániel Hadfi dès les seizièmes de finale.
En 2009, il décroche une nouvelle médaille de bronze aux championnats d'Afrique, cette fois en toutes catégories.
En 2010, il devient vice-champion d'Afrique, à Yaoundé, en s'inclinant face à Ramadan Darwish en finale.
En 2011, il conserve son titre aux Jeux africains organisés à Maputo, en battant l'Égyptien Ramadan Darwish en finale, en 41 secondes. Aux championnats du monde, il perd son unique combat par ippon, contre le Tchèque Lukáš Krpálek.
Enfin, en 2012, il obtient sa quatrième médaille de bronze aux championnats d'Afrique.

## Palmarès
| Année | Compétition            | Lieu    | Résultat | Catégorie         |
| ----- | ---------------------- | ------- | -------- | ----------------- |
| 2004  | Championnats d'Afrique | Tunis   | 3e       | - 100 kg          |
| 2007  | Universiade            | Bangkok | 2e       | - 100 kg          |
| 2007  | Jeux africains         | Alger   | 1er      | - 100 kg          |
| 2008  | Championnats d'Afrique | Agadir  | 3e       | - 100 kg          |
| 2009  | Championnats d'Afrique | Maurice | 3e       | Toutes catégories |
| 2010  | Championnats d'Afrique | Yaoundé | 2e       | - 100 kg          |
| 2011  | Jeux africains         | Maputo  | 1er      | - 100 kg          |
| 2012  | Championnats d'Afrique | Agadir  | 3e       | - 100 kg          |